# Eiskunstlauf-Weltmeisterschaften 1982
Die 72. Eiskunstlauf-Weltmeisterschaften fanden vom 9. bis 14. März 1982 in der Brøndby Hallen der dänischen Hauptstadt Kopenhagen statt.
Es waren die ersten Weltmeisterschaften mit verschiedenen Punktrichtern für Pflichtprogramm, Kurzprogramm und Kür.

## Ergebnisse
- P = Pflicht
- PT = Pflichttanz
- K = Kür
- KP = Kurzprogramm
- B = Bewertung

### Herren
| Platz | Sportler               | Land                   | P  | KP | K  | KP+K | B    |
| ----- | ---------------------- | ---------------------- | -- | -- | -- | ---- | ---- |
| 1     | Scott Hamilton         | Vereinigte Staaten     | 2  | 1  | 1  | 1    | 2,6  |
| 2     | Norbert Schramm        | BR Deutschland         | 6  | 2  | 2  | 2    | 6,4  |
| 3     | Brian Pockar           | Kanada                 | 5  | 7  | 4  | 5    | 9,8  |
| 4     | Brian Orser            | Kanada                 | 12 | 3  | 3  | 3    | 11,4 |
| 5     | Jean-Christophe Simond | Frankreich             | 1  | 8  | 8  | 7    | 11,8 |
| 6     | Robert Wagenhoffer     | Vereinigte Staaten     | 9  | 4  | 5  | 4    | 12,0 |
| 7     | Igor Bobrin            | Sowjetunion            | 4  | 9  | 6  | 6    | 12,0 |
| 8     | David Santee           | Vereinigte Staaten     | 3  | 16 | 7  | 9    | 15,2 |
| 9     | Fumio Igarashi         | Japan                  | 8  | 14 | 9  | 10   | 19,4 |
| 10    | Alexander Fadejew      | Sowjetunion            | 15 | 6  | 10 | 8    | 21,4 |
| 11    | Wladimir Kotin         | Sowjetunion            | 11 | 12 | 12 | 13   | 23,4 |
| 12    | Takashi Mura           | Japan                  | 14 | 11 | 11 | 11   | 23,8 |
| 13    | Grzegorz Filipowski    | Polen                  | 10 | 13 | 13 | 14   | 24,2 |
| 14    | Philipee Paulet        | Frankreich             | 7  | 15 | 15 | 16   | 25,2 |
| 15    | Rudi Cerne             | BR Deutschland         | 16 | 5  | 14 | 12   | 25,6 |
| 16    | Jozef Sabovčík         | Tschechoslowakei       | 13 | 10 | 16 | 15   | 27,8 |
| 17    | Didier Monge           | Frankreich             | 19 | 17 | 17 | 17   | 35,2 |
| 18    | Mitsuru Matsumura      | Japan                  | 18 | 18 | 18 | 18   | 36,0 |
| 19    | Lars Åkesson           | Schweden               | 17 | 20 | 21 | 21   | 39,2 |
| 20    | Thomas Hlavik          | Österreich             | 21 | 19 | 20 | 19   | 40,2 |
| 21    | Mark Pepperday         | Vereinigtes Königreich | 27 | 25 | 19 | 20   | 45,2 |
| 22    | Todd Sand              | Dänemark               | 22 | 21 | 25 | 24   | 46,6 |
| 23    | Bruno Del Maestro      | Italien                | 24 | 28 | 22 | 22   | 47,6 |
| 24    | Richard Furrer         | Schweiz                | 25 | 23 | 24 | 23   | 48,2 |
| 25    | Miljan Begović         | Jugoslawien            | 20 | 24 | 29 | 28   | 50,6 |
| 26    | Michael Pasfield       | Australien             | 26 | 22 | 27 | 26   | 51,4 |
| 27    | Zhaoxiao Xu            | Volksrepublik China    | 30 | 29 | 23 | 25   | 52,6 |
| 28    | Eric Krol              | Belgien                | 23 | 27 | 28 | 29   | 52,6 |
| 29    | Ed van Campen          | Niederlande            | 28 | 26 | 26 | 27   | 53,2 |
| 30    | Fernando Soria         | Spanien                | 29 | 30 | 30 | 30   | 59,4 |

- Schiedsrichterin: Sonia Bianchetti  Italien
- Assistenzschiedsrichter: Martin Flesenreich  Österreich

| Punktrichter für das Pflichtprogramm und das Kurzprogramm: - Markus Germann Schweiz - Maria Zuchowicz Polen - Elaine DeMore Vereinigte Staaten - Walburga Grimm DDR - Monique Georgelin Frankreich - Giordano Abbondati Italien - Ludwig Gassner Österreich Ersatz-Punktrichter: - Dennis McFarlane Kanada | Punktrichter für die Kür: - Oskar Urban Tschechoslowakei - Tjaša Andrée Jugoslawien - Sally-Anne Stapleford Vereinigtes Königreich - Britta Lindgren Schweden - Kinuko Ueno Japan - Norris Bowden Kanada - Leena Vainio Finnland Ersatz-Punktrichter: - Günter Teichmann DDR |

### Damen
| Platz | Sportlerin                | Land                   | P  | KP | K  | KP+K | B    |
| ----- | ------------------------- | ---------------------- | -- | -- | -- | ---- | ---- |
| 1     | Elaine Zayak              | Vereinigte Staaten     | 4  | 10 | 1  | 3    | 7,4  |
| 2     | Katarina Witt             | DDR                    | 9  | 1  | 2  | 1    | 7,8  |
| 3     | Claudia Kristofics-Binder | Österreich             | 1  | 9  | 4  | 5    | 8,2  |
| 4     | Claudia Leistner          | BR Deutschland         | 14 | 2  | 3  | 2    | 12,2 |
| 5     | Jelena Wodoresowa         | Sowjetunion            | 5  | 3  | 8  | 7    | 12,2 |
| 6     | Rosalynn Sumners          | Vereinigte Staaten     | 11 | 4  | 5  | 4    | 13,2 |
| 7     | Vikki de Vries            | Vereinigte Staaten     | 8  | 7  | 6  | 6    | 13,6 |
| 8     | Kay Thomson               | Kanada                 | 6  | 6  | 9  | 9    | 15,0 |
| 9     | Kristiina Wegelius        | Finnland               | 2  | 5  | 12 | 10   | 15,2 |
| 10    | Deborah Cottrill          | Vereinigtes Königreich | 3  | 8  | 17 | 13   | 22,0 |
| 11    | Carola Paul               | DDR                    | 13 | 12 | 10 | 11   | 22,6 |
| 12    | Janina Wirth              | DDR                    | 12 | 13 | 11 | 12   | 23,4 |
| 13    | Elizabeth Manley          | Kanada                 | 23 | 11 | 7  | 8    | 25,2 |
| 14    | Sanda Dubravčić           | Jugoslawien            | 10 | 14 | 19 | 18   | 30,6 |
| 15    | Manuela Ruben             | BR Deutschland         | 18 | 19 | 13 | 14   | 31,4 |
| 16    | Sandra Cariboni           | Schweiz                | 15 | 20 | 16 | 17   | 33,0 |
| 17    | Karen Wood                | Vereinigtes Königreich | 22 | 18 | 14 | 15   | 34,4 |
| 18    | Sonja Stanek              | Österreich             | 7  | 15 | 25 | 21   | 35,2 |
| 19    | Catarina Lindgren         | Schweden               | 25 | 17 | 15 | 16   | 36,8 |
| 20    | Myriam Oberwiler          | Schweiz                | 20 | 21 | 18 | 19   | 38,4 |
| 21    | Béatrice Farinacci        | Frankreich             | 16 | 26 | 20 | 20   | 40,0 |
| 22    | Mariko Joshida            | Japan                  | 21 | 23 | 22 | 22   | 43,8 |
| 23    | Diana Rankin              | Vereinigtes Königreich | 19 | 16 | 28 | 26   | 45,8 |
| 24    | Parthena Sarafidis        | Österreich             | 24 | 27 | 21 | 23   | 46,2 |
| 25    | Hanne Gamborg             | Dänemark               | 26 | 24 | 23 | 24   | 48,2 |
| 26    | Karin Telser              | Italien                | 17 | 25 | 29 | 28   | 49,2 |
| 27    | Vicki Holland             | Australien             | 30 | 22 | 24 | 25   | 50,8 |
| 28    | Liisa Seitsonen           | Finnland               | 29 | 28 | 26 | 27   | 54,6 |
| 29    | Li Scha Wang              | Niederlande            | 28 | 31 | 27 | 29   | 56,2 |
| 30    | Katrien Pauwels           | Belgien                | 27 | 29 | 32 | 31   | 59,8 |
| 31    | Rosario Esteban           | Spanien                | 32 | 30 | 30 | 30   | 61,2 |
| 32    | Zhenghua Bao              | Volksrepublik China    | 34 | 32 | 31 | 32   | 64,2 |
| 33    | Hye Kyung Lim             | Südkorea               | 33 | 33 | 33 | 33   | 66,0 |
|       | Denyse Adam               | Neuseeland             | 31 |    |    |      | Z    |

- Z = Zurückgezogen
- Schiedsrichter: Elemér Terták  Ungarn
- Assistenzschiedsrichterin: Berit Årnes  Norwegen

| Punktrichter für das Pflichtprogramm und das Kurzprogramm: - Leena Vainio Finnland - Margaret Berezowski Kanada - Elsbeth Bon Niederlande - Toshio Suzuki Japan - Jacqueline Kendall-Baker Australien - Eugen Romminger BR Deutschland - Tatjana Danilenko Sowjetunion Ersatz-Punktrichterin: - Sally-Anne Stapleford Vereinigtes Königreich | Punktrichter für die Kür: - Markus Germann Schweiz - Maria Zuchowicz Polen - Elaine DeMore Vereinigte Staaten - Walburga Grimm DDR - Monique Georgelin Frankreich - Giordano Abbondati Italien - Ludwig Gassner Österreich Ersatz-Punktrichter: - Dennis McFarlane Kanada |

### Paare
| Platz | Sportler                               | Land                | KP | K  | B    |
| ----- | -------------------------------------- | ------------------- | -- | -- | ---- |
| 1     | Sabine Baeß / Tassilo Thierbach        | DDR                 | 1  | 1  | 1,4  |
| 2     | Marina Pestowa / Stanislaw Leonowitsch | Sowjetunion         | 2  | 2  | 2,8  |
| 3     | Caitlin Carruthers / Peter Carruthers  | Vereinigte Staaten  | 4  | 3  | 4,6  |
| 4     | Barbara Underhill / Paul Martini       | Kanada              | 5  | 4  | 6,0  |
| 5     | Irina Worobjowa / Igor Lissowski       | Sowjetunion         | 3  | 5  | 6,2  |
| 6     | Weronika Perschina / Marat Akbarow     | Sowjetunion         | 6  | 6  | 8,4  |
| 7     | Birgit Lorenz / Knut Schubert          | DDR                 | 7  | 7  | 9,8  |
| 8     | Lea Ann Miller / William Fauver        | Vereinigte Staaten  | 9  | 8  | 11,6 |
| 9     | Lori Baier / Lloyd Eisler              | Kanada              | 8  | 9  | 12,2 |
| 10    | Maria Di Domenico / Burt Lancon        | Vereinigte Staaten  | 10 | 10 | 14,0 |
| 11    | Bettina Hage / Stefan Zins             | BR Deutschland      | 12 | 11 | 15,8 |
| 12    | Nathalie Tortel / Xavier Videau        | Frankreich          | 11 | 12 | 16,4 |
| 13    | Luan Bo / Yao Bin                      | Volksrepublik China | 13 | 13 | 18,2 |

- Schiedsrichter: Benjamin T. Wright  Vereinigte Staaten
- Assistenzschiedsrichter: Jürg Wilhelm  Schweiz

| Punktrichter für das Kurzprogramm: - Virginia LeFevre Vereinigte Staaten - Sergei Kononychin Sowjetunion - Norris Bowden Kanada - Markus Germann Schweiz - Pamela Davis Vereinigtes Königreich - Kinuko Ueno Japan - Giordano Abbondati Italien Ersatz-Punktrichterin: - Britta Lindgren Schweden | Punktrichter für die Kür: - Elfriede Beyer BR Deutschland - Günter Teichmann DDR - Thérèse Maisel Frankreich - Tjaša Andrée Jugoslawien - Jacqueline Kendall-Baker Australien - Elsbeth Bon Niederlande - Gerhardt Bubnik Tschechoslowakei Ersatz-Punktrichterin: - Britta Lindgren Schweden |

### Eistanz
| Platz | Sportler                              | Land                   | PT | K  | B  |
| ----- | ------------------------------------- | ---------------------- | -- | -- | -- |
| 1     | Jayne Torvill / Christopher Dean      | Vereinigtes Königreich | 1  | 1  | 2  |
| 2     | Natalja Bestemjanowa / Andrei Bukin   | Sowjetunion            | 2  | 2  | 4  |
| 3     | Irina Moissejewa / Andrei Minenkow    | Sowjetunion            | 4  | 3  | 7  |
| 4     | Judy Blumberg / Michael Seibert       | Vereinigte Staaten     | 3  | 4  | 7  |
| 5     | Carol Fox / Richard Dalley            | Vereinigte Staaten     | 5  | 5  | 10 |
| 6     | Olga Volozhinskaya / Alexander Swinin | Sowjetunion            | 6  | 6  | 12 |
| 7     | Karen Barber / Nicholas Slater        | Vereinigtes Königreich | 7  | 8  | 15 |
| 8     | Elisa Spitz / Scott Gregory           | Vereinigte Staaten     | 9  | 7  | 16 |
| 9     | Jana Beránková / Jan Barták           | Tschechoslowakei       | 8  | 9  | 17 |
| 10    | Tracy Wilson / Robert McCall          | Kanada                 | 10 | 10 | 20 |
| 11    | Nathalie Herve / Pierre Béchu         | Frankreich             | 11 | 11 | 22 |
| 12    | Birgit Goller / Peter Klisch          | BR Deutschland         | 13 | 12 | 25 |
| 13    | Wendy Sessions / Stephen Williams     | Vereinigtes Königreich | 12 | 13 | 25 |
| 14    | Petra Born / Rainer Schönborn         | BR Deutschland         | 14 | 14 | 28 |
| 15    | Noriko Sato / Tadayuki Takahashi      | Japan                  | 16 | 15 | 31 |
| 16    | Marianne von Bommel / Wayne Deweyert  | Niederlande            | 15 | 16 | 31 |
| 17    | Martine Olivier / Philippe Boissier   | Frankreich             | 18 | 17 | 35 |
| 18    | Graziella Ferpozzi / Marco Ferpozzi   | Schweiz                | 19 | 18 | 37 |
| 19    | Saila Saarinen / Kim Jacobson         | Finnland               | 20 | 19 | 39 |
| 20    | Ulla Örnmarker / Thomas Svedberg      | Schweden               | 21 | 20 | 41 |
|       | Isabella Micheli / Roberto Pelizzola  | Italien                | 17 |    | Z  |

- Z = Zurückgezogen
- Schiedsrichter: Lawrence Demmy  Vereinigtes Königreich
- Assistenzschiedsrichter: Hans Kutschera  Österreich

| Punktrichter für das Pflichtprogramm: - Joyce Hisey Kanada - István Sugár Ungarn - Gerhardt Bubnik Tschechoslowakei - Lysiane Lauret Frankreich - Brenda Long Vereinigtes Königreich - Ludwig Gassner Österreich - Lily Klapp Schweiz Ersatz-Punktrichter: - Tsukasa Kimura Japan | Punktrichter für die Kür: - Gerhard Frey BR Deutschland - Igor Kabanov Sowjetunion - Lily Klapp Schweiz - Mary Louise Wright Vereinigte Staaten - Cia Bordogna Italien - Tsukasa Kimura Japan - Maria Zuchowicz Polen Ersatz-Punktrichter: - Ludwig Gassner Österreich |

## Medaillenspiegel
| Platz | Land                   | Gold | Silber | Bronze | Gesamt |
| ----- | ---------------------- | ---- | ------ | ------ | ------ |
| 1     | Vereinigte Staaten     | 2    | –      | 1      | 3      |
| 2     | DDR                    | 1    | 1      | –      | 2      |
| 3     | Vereinigtes Königreich | 1    | –      | –      | 1      |
| 4     | Sowjetunion            | –    | 2      | 1      | 3      |
| 5     | BR Deutschland         | –    | 1      | –      | 1      |
| 6     | Kanada                 | –    | –      | 1      | 1      |
| 6     | Österreich             | –    | –      | 1      | 1      |